# Геласије Никопољски
Геласије Нилопољски је египатски хришћански монах из 5. века. Био је један од пустињских отаца и служио је као игуман у Никопољу средином 5. века.
Живео је као пустињак подвижник у околини Никопоља. Учествовао на Четвртом Васељенском Сабору. На сабору је бранио православље и стао на страну Јувеналија Јерусалимског.
Одликовао се дубоким смирењем и кротошћу. Светим подвизима постигао је бестрашће, Због тога се у црквеним пасмама назива "незаборавним царем над страстима". 
Геласије Нилопољски је поштован као светитељ у православним црквама. Његов празник је 31. децембар.